# سقف العالم (مسلسل)
سقف العالم (2007) هو مسلسل تاريخي سوري، يتناول رحلة السفير أحمد بن فضلان الذي أرسله الخليفة العباسي جعفر المقتدر بالله ضمن وفدٍ رسمي إلى ملك الصَّقالبة ألمش بن يلطوار والدول الإسكندنافية في أوج التطور العلمي والازدهار الإسلامي، في مرحلة كان الغرب فيها يرزح تحت وطأة الجهل والتخلف.
| الشَّخصية             | المُؤدي       |
| ------------------- | ------------ |
| أحمد بن فضلان       | قيس شيخ نجيب |
| جعفر المقتدر بالله  | بسام داود    |
| بلولييف             | بيير داغر    |
| والدة أحمد بن فضلان | منى واصف     |
| فيغليف              | جهاد الأندري |
| نارا                | سلاف فواخرجي |
| فيروزة              | هبة نور      |
| ابن قرين            | تيسير إدريس  |
| بدراسيل             | جيني إسبر    |
| فيبكة               | ديمة قندلفت  |
|                     | نجاح سفكوني  |
|                     | مصطفى الخاني |